# Росал де ла Фронтера
Росал де ла Фронтера (на испански: Rosal de la Frontera) е населено място и община в Испания. Намира се в провинция Уелва, в състава на автономната област Андалусия. Общината влиза в състава на района (комарка) Сиера де Уелва. Заема площ от 210 km². Населението му е 1911 души (по преброяване от 2010 г.). Разстоянието до административния център на провинцията е 105 km.

## Демография
| 1996 | 1998 | 1999 | 2000 | 2001 | 2002 | 2003 | 2004 | 2005 | 2006 |
| ---- | ---- | ---- | ---- | ---- | ---- | ---- | ---- | ---- | ---- |
| 1915 | 1880 | 1869 | 1865 | 1827 | 1749 | 1792 | 1807 | 1817 |      |